# Malesi
I malesi o malay (in malese: Melayu) sono un gruppo etnico che per lo più abita la penisola malese, la costa orientale di Sumatra e la costa del Borneo.
Oltre alla Malaysia, dove rappresentano il 60,3% della popolazione, gli stati in cui si trovano comunità malesi sono Singapore, Brunei, la Birmania del Sud, la Thailandia del Sud e l'Indonesia occidentale.
Il gruppo etnico malese è distinto dal concetto di razza malese, che comprende un più ampio gruppo di etnie, tra cui molte di quelle indonesiane e filippine. L'idioma malese fa parte della famiglia linguistica maleo-polinesiaca, che a sua volta è compresa nelle lingue austronesiane.

## Etimologia

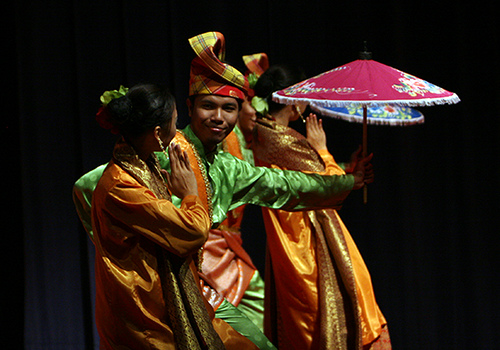
Danza Joget dal sultanato di Malacca; molti aspetti della cultura malese derivano dalla corte di Malacca.

La letteratura epica, stando ai loro annali, associa la loro origine etimologica di "Melayu" a Sungai Melayu ('riume Melayu') a Sumatra, in Indonesia. Si pensa che il termini derivi dal termine malese melaju, combinazione del prefisso verbale 'me' e della radice 'laju', ovvero "accelerare", usato per descrivere la forte corrente del fiume.
Si pensa anche che il termine "Melayu" come etnonimo, per alludere a un "grappolo" etnologico chiaramente diverso, fosse reso di moda con l'integrazione del sultanato di Malacca come potenza regionale nel XV secolo, e fu applicato per segnare le parzialità sociali dei Malacca nei confronti degli stranieri in aree simili, soprattutto i giavanesi e i thailandesi. Questo è provato dal vocabolario malese del XVI secolo do Antonio Pigafetta, che si unì alla circumnavigazione di Ferdinando Magellano, che riferisce di come la frase chiara Malaiu ('vie di Malay') era usato nel sud-est asiatico marittimo, in riferimento della frase antica italiana al parlare de Malaea (ovvero "parlare di Malacca" in italiano moderno).
Il termine inglese "Malay" fu adottato dal termine olandese Malayo, a sua volta derivato dal portoghese Malaio, a sua volta proveniente dal termine originale malese, Melayu.
Prima del XV secolo, il termine "Melayu" e le sue varianti simili sembrano applicarsi come un toponimo alla regione dello stretto di Malacca in generale.
- Malaya Dwipa, "Malaya Dvipa", è descritto nel capitolo 48 del Vāyu Purāṇa come una delle province del mar orientale, piena di oro e argento. Alcuni studenti equivalgono il termine come Sumatra,[12] ma molti studenti indiani credono che il termine si riferisca alla regione montana della penisola malese, mentre Sumatra sia più correttamente associata con Suvarnadvipa.[13][14][15][16][17]
- Maleu-kolon – località del Chersoneso Aureo, dalla Geografia di Claudio Tolomeo.[18]
- Mo-lo-yu – menzionato da I Ching, monaco buddhista della dinastia Tang che visitò il sudest asiatico tra il 688 e il 695. Secondo Yijing, il regno Mo-Lo-Yu si trovava a 15 giorni di viaggio da Bogha (Palembang), capitale di Sribhoga (Srivijaya). Anche per raggiungere Ka-Cha (Kedah) a partire da Mo-lo-yu impiegava 15 giorni; pertanto, si ha ragione che Mo-Lo-Yu si trovasse nel mezzo dei due luoghi.[19] Secondo una teoria popolare, Mo-Lo-Yu sarebbe collegata con Jambi in Sumatra,[20] ma la località geografica di Jambi è in contraddizione con la descrizione di Yi Jing's come "un viaggio a metà tra Ka-Cha (Kedah) e Bogha (Palembang)". Nei tardi anni della dinastia Yuan (1271–1368) e della dinastia Ming (1368–1644), il termine Ma-La-Yu fu spesso menzionato nei testi storici cinesi, con cambi di pronuncia dato il tempo trascorso tra le dinastie, in riferimento ad una nazione vicino al mare del sud. Tra i termini usati possiamo trovare "Bok-la-yu", "Mok-la-yu" (木剌由), Ma-li-yu-er (麻里予兒), Oo-lai-yu (巫来由) – rintracciato dalla fonte scritta del monaco Xuánzàng), e Wu-lai-yu (無来由).
- Malayur – si trova sulle iscrizioni del muro meridionale del tempio di Brihadeeswarar a Tamil Nadu, ed è descritto come un regno che aveva "una forte montagna per il suo bastione" nella penisola malese, che cadde per mano dei Chola durante la campagna di Rajendra Chola I nell'XI secolo.
- Bhūmi Mālayu – (letteralmente "Terra di Malayu"), una trascrizione appartenente dalle iscrizioni Padang Roco datate 1286 circa da Slamet Muljana.[21] Il termine è associato con il regno di Dharmasraya.
- Ma-li-yu-er – menzionato nelle cronache della dinastia Yuan, si riferisce ad una nazione nella penisola malese che affrontò l'espansione meridionale del regno di Sukhothai di Siam, durante il regno di Ram Khamhaeng.[22] La cronaca dice: "..Vi fu un'animosità tra Siam e Ma-li-yu-er che si uccidevano gli uni gli altri...". In risposta alle azioni dei Sukhothai, nel 1295 i cinesi mandarono un emissario alla corte di Ram Khamhaeng con un decreto imperiale che recita: "Mantieni i tuoi patti e non fare alcun male a Ma-li-yu-er".[23]
- Malauir – menzionato nei registri di Marco Polo come un regno situato nella penisola malese,[24][25] forse simile a quello menzionato nelle cronache degli Yuan.
- Malayapura – (letteralmente "città di Malaya"), iscritta nelle iscrizioni di Amoghapasa datate nel 1347 circa. Il termine fu usato da Adityawarman per riferirsi a Dharmasraya. Il termine Malay si riferisce a "Montagna", e Pura indica "Paese" in lingua pāli.

Altri suggerimenti includono il termine giavanese mlayu (correre) derivato da mlaku (camminare o viaggiare), o il termine malese melaju (accelerare piano), in riferimento all'alta mobilità e alla natura migratoria del suo popolo, ma queste teorie rimangono credenze popolari senza prove concrete.